# Dorfkirche Battin

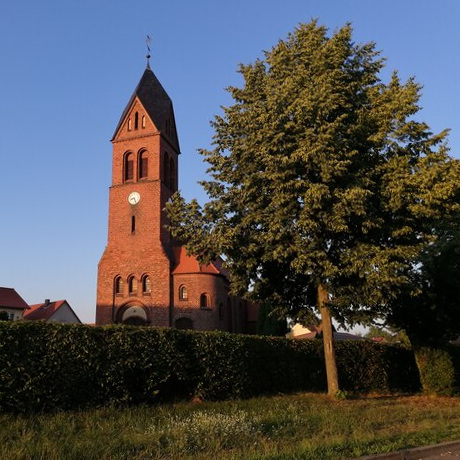
Dorfkirche Battin

Die unter Denkmalschutz stehende evangelische Dorfkirche Battin  befindet sich in Battin, einem Ortsteil von Jessen (Elster) im Landkreis Wittenberg in Sachsen-Anhalt.

## Beschreibung
Die Kirche ist ein neuromanischer Backsteinbau mit Rechteckchor und Westturm und stammt aus dem Jahr 1901. Der im Innern der Kirche befindliche Schnitzaltar wird auf die Zeit um 1430 datiert. Im Schrein des Altars sind Maria mit Kind, begleitet von Katharina und Nikolaus dargestellt. In den Flügeln sind Petrus und Barbara zu sehen. Aus einer Erneuerung Anfang des 16. Jahrhunderts stammt das Schleierwerk des Schreins, die gemalte Verkündigung an den Außenseiten der Flügel und eine geschnitzte Kreuzigungsgruppe. Die Predella ist neu. Der Chor ist kreuzgratgewölbt, der Saal hat einen offenen verbretterten Dachstuhl. Die Bronzeglocke der Kirche ist aus dem Jahr 1673.